# 庫茲涅佐夫海峽

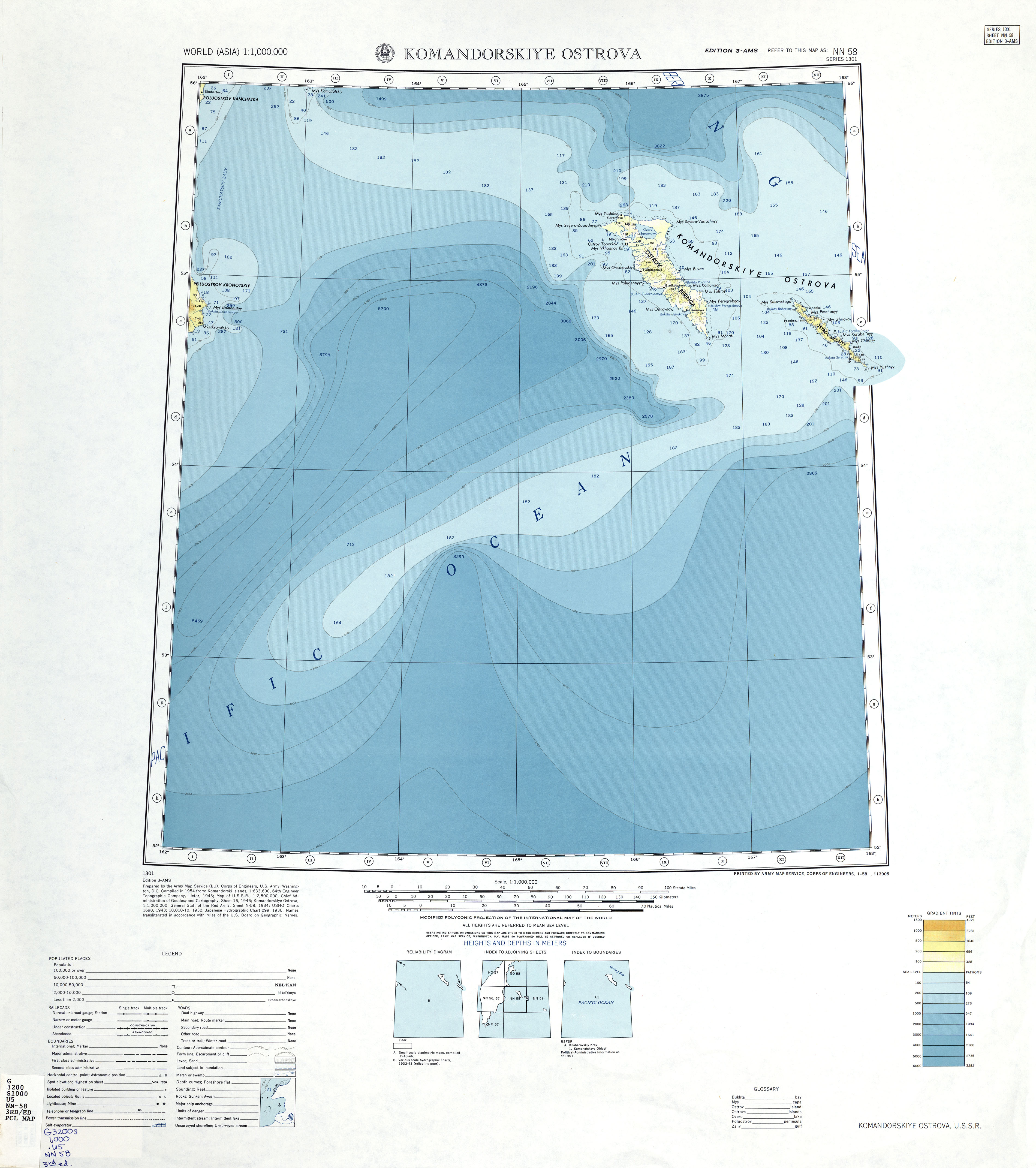

庫茲涅佐夫上將海峽（Пролив Адмирала Кузнецова）是俄羅斯的海峽，由堪察加邊疆區負責管轄，長約30公里，寬50公里，最大水深142米，該海峽以蘇聯海軍元帥尼古拉·格拉西莫維奇·庫茲涅佐夫命名。
54°46′31″N 167°06′50″E / 54.77528°N 167.11389°E